# دونا هاي
دونا هاي (بالإنجليزية: Donna Hay)‏ هي طاهية أسترالية، ولدت في 1970 في سيدني في أستراليا.

## وصلات خارجية
- الموقع الرسمي
- دونا هاي على موقع IMDb (الإنجليزية)
- دونا هاي على موقع قاعدة بيانات الفيلم (الإنجليزية)